# Antiga església de Sant Esteve (Esa)
L'antiga església de Sant Esteve (Iglesia de San Esteban en espanyol) és una església del municipi navarrés d'Esa (Espanya). Es tracta d'una antiga església parroquial, substituïda en 1950 per la nova església de Sant Esteve.
Es tracta d'un dels béns associats al Camí de Sant Jaume que Espanya va enviar a la UNESCO en el seu dossier «Inventari Retrospectiu - Elements Associats» (Retrospective Inventory - Associated Components).

## Història
Va ser construïda originalment en 1200, i modificada al segle xvi, quan es van restaurar la porta i les voltes.
En 1950 va ser substituïda per la nova església de Sant Esteve i des d'aleshores va ser usada com a magatzem, per la qual cosa es trobava en molt mal estat. Va ser restaurada en l'estiu de 2006. Els murs estaven emblanquinats, i al desprendre la capa de calç van eixir a la llum les pintures murals originals, de manera que es va decidir restaurar-la.

## Edifici
Té una planta d'una sola nau amb tres trams, amb dues capelles formant el creuer. Té dos sales adossades, una de les quals és la sagristia, amb volta barroca de llunetes. Els murs del presbiteri i de la capella del costat de l'epístola daten dels segles XV i XVI, i estan decorats amb pintures de l'època. Les voltes són barroques d'aresta, excepte la part del cor, que és un cel ras. Als peus de la nau compta amb una torre de planta quadrada. El retaule és d'estil barroc, i compta amb una pila baptismal d'època medieval.
La porta, del segle xvi, compta amb un arc apuntat. Els murs són de carreu petit, amb els cantons de carreu.